# Nicolas Greschny
Nicolas Greschny, Nicolaï Greschny, est un fresquiste et peintre d'icônes du XXe siècle, né le 2 septembre 1912 à Tallin, en Estonie et mort le 24 avril 1985 à La Maurinié, Marsal, dans le Tarn.  

## Biographie
Nicolaï Greschny nait en 1912 à Réval, dans le Gouvernement d'Estonie qui fait alors partie de l'empire russe. Il est issu d'une famille de peintre d'icônes qui doit fuir la Russie où les Bolchevicks persécutent les chrétiens et émigre en Silésie en 1917, alors qu'il n'a que cinq ans. Son père est diacre, d'origine russe ; sa mère est allemande, d'un père allemand et d'une mère française. Nicolaï, qui peint sa première fresque à l'âge de sept ans (une locomotive), commence sa formation de peintre sous l'égide de son père, en s'appuyant sur les canons et les recettes de son Podlinnik. Il fait ses études à Wrocław, au Collège des Jésuites, où il obtient l'Abitur et prépare son admission au Russicum de Rome.
À vingt ans, Nicolaï part étudier à l'école des beaux-arts de Berlin. En janvier 1933, Hitler devient Chancelier du Reich, fonction qu'il cumule avec celle de président du Reich après le plébiscite du 19 août 1934. Il met alors en œuvre la Gleichschaltung et impose un pouvoir total sur l'Allemagne et entreprend de subvertir le catholicisme en s'en prenant notamment aux groupements et aux organisations de jeunes catholiques. Fuyant le nazisme, Nicolaï devient stagiaire au musée de Nysa en Pologne avant de partir pour Vienne où il continue de se perfectionner en peinture et en théologie. Avec l'annexion de l'Autriche par le troisième Reich en mars 1938, Nicolaï quitte Vienne pour Venise, puis Rome, d'où il repart finalement pour sa ville natale qui a été renommée Tallinn en décembre 1918 ; il continue de peindre des icônes pour gagner sa vie. Il s'installe ensuite en Belgique en 1938, il y reste deux ans pour étudier la théologie à l'université de Louvain. 

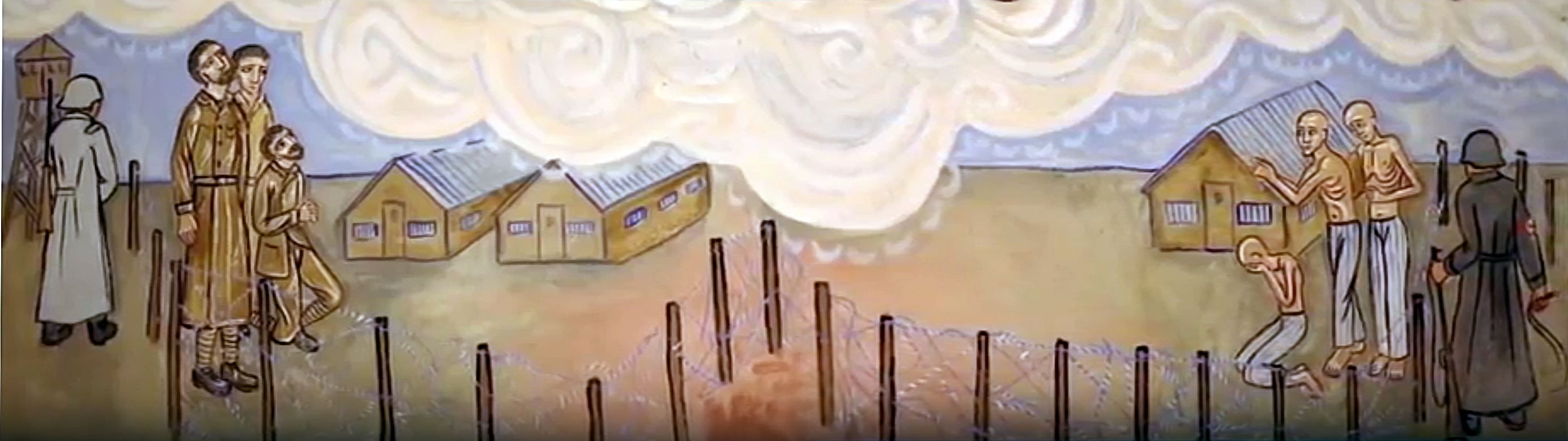
Détail d'une fresque à l'Église Saint-Hilaire

En 1940, l'invasion de la Belgique par les troupes allemandes oblige Nicolaï à fuir vers la France. Il est arrêté à Orléans avant d'être envoyé au camp de  Saint-Cyprien. Il s'évade au bout de deux mois et rejoint Toulouse pour y reprendre ses études de théologie à l'Institut Catholique. Il peint une première fresque à la chapelle de Lagarde, aujourd'hui détruite. L'arrivée des Allemands, en novembre 1942, le pousse à partir à Albi où il va terminer ses études de théologie au Grand Séminaire.    

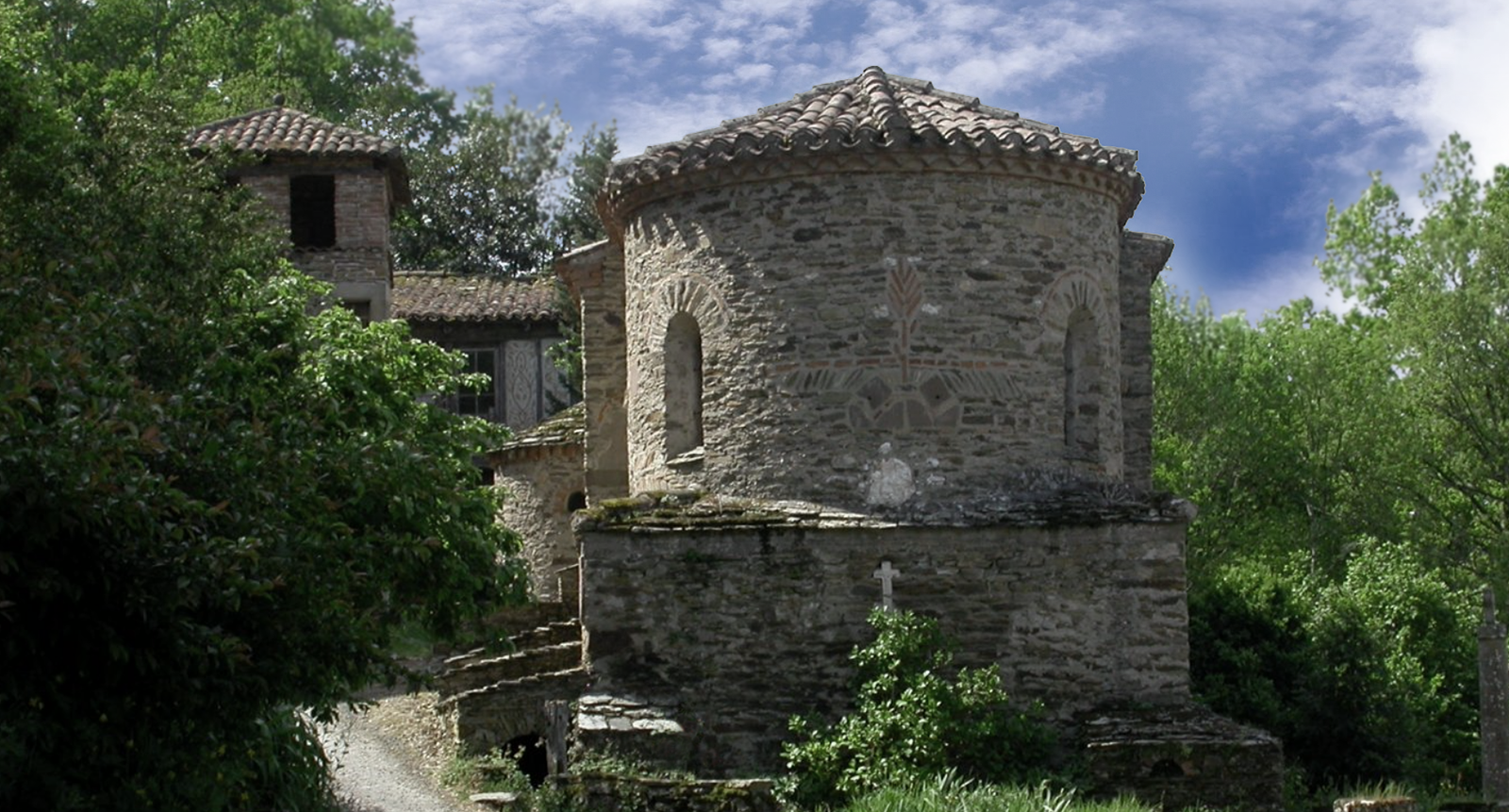
Chapelle de la Maurinié

En 1949, il achète le hameau en ruine de la Maurinié pour quarante mille francs, somme qu'il emprunte à des amis faute d'avoir le moindre sou vaillant. Il entreprend sa restauration et commence à y construire une chapelle en 1951, avec l'accord de l'archevêque d'Albi. Le chœur et la nef sont achevés en 1953,. Dans le même temps, il entreprend de réaliser des fresques dans la Haute-Garonne, l'Aveyron, Puy-de-Dôme, Haute-Savoie, Tarn, etc. Il se marie en 1957 et aura deux enfants.     
Vers 1970, il commence à organiser des stages de formation artistique où il enseigne les techniques de peinture traditionnelle (Icône, Tempera, Fresque, Caséine, etc.).     
Nicolaï Greschny a peint de très nombreuses icônes et plus de 100 fresques, principalement sur les murs d'églises situées dans le Sud et le Sud-Ouest de la France. À son décès, le 24 avril 1985, il est enterré dans sa chapelle de la Maurinié.
- 1912 : Naissance de Nicolaï à Tallinn d'une famille d'origine russe orthodoxe vieux-croyante,

- 1922-1923 : Sa famille part en exil victime de persécutions anti-religieuses orchestrées par le régime communiste.
- 1927-1928 : Il étudie aux Beaux-Arts à Berlin, en Allemagne. Par le biais de Jésuites, il devient gréco-catholique.
- 1934: Alors qu'il réside en Allemagne, Nicolas Greschny doit fuir vers Vienne en Autriche, persécuté cette fois-ci par les nazis, puis il gagnera la Tchécoslovaquie au moment de l'Anschluss.
- 1939: Nicolas Greschny est au Danemark d'où il rejoint la Norvège, puis l'Angleterre en 1940.

- 1940: Nicolas étudie la théologie à l'université de Louvain en Belgique. Rattrapé par la guerre, il est encore en fuite, en France, où il sera arrêté, puis interné au camp d'Argelès-sur-Mer.
- 1940-1942 : caché chez les Jésuites de Toulouse, Nicolaï passe sa licence de théologie.
- Après 1945 : Le vicaire général d'Albi, Gilbert Assémat, l'encourage et lui ouvre de nombreuses paroisses des environs.
- 1948 : en parcourant la région albigeoise à vélo, il découvre à Marsal un tas de ruines et de ronces, la ferme de la Maurinié qu'il a acheté en 1949. Il y a construit sa chapelle selon les canons de l'art roman[12].
- 1985 : Il meurt dans son hameau de la Maurinié et repose dans la chapelle qu'il y a construite[13].

## Œuvres

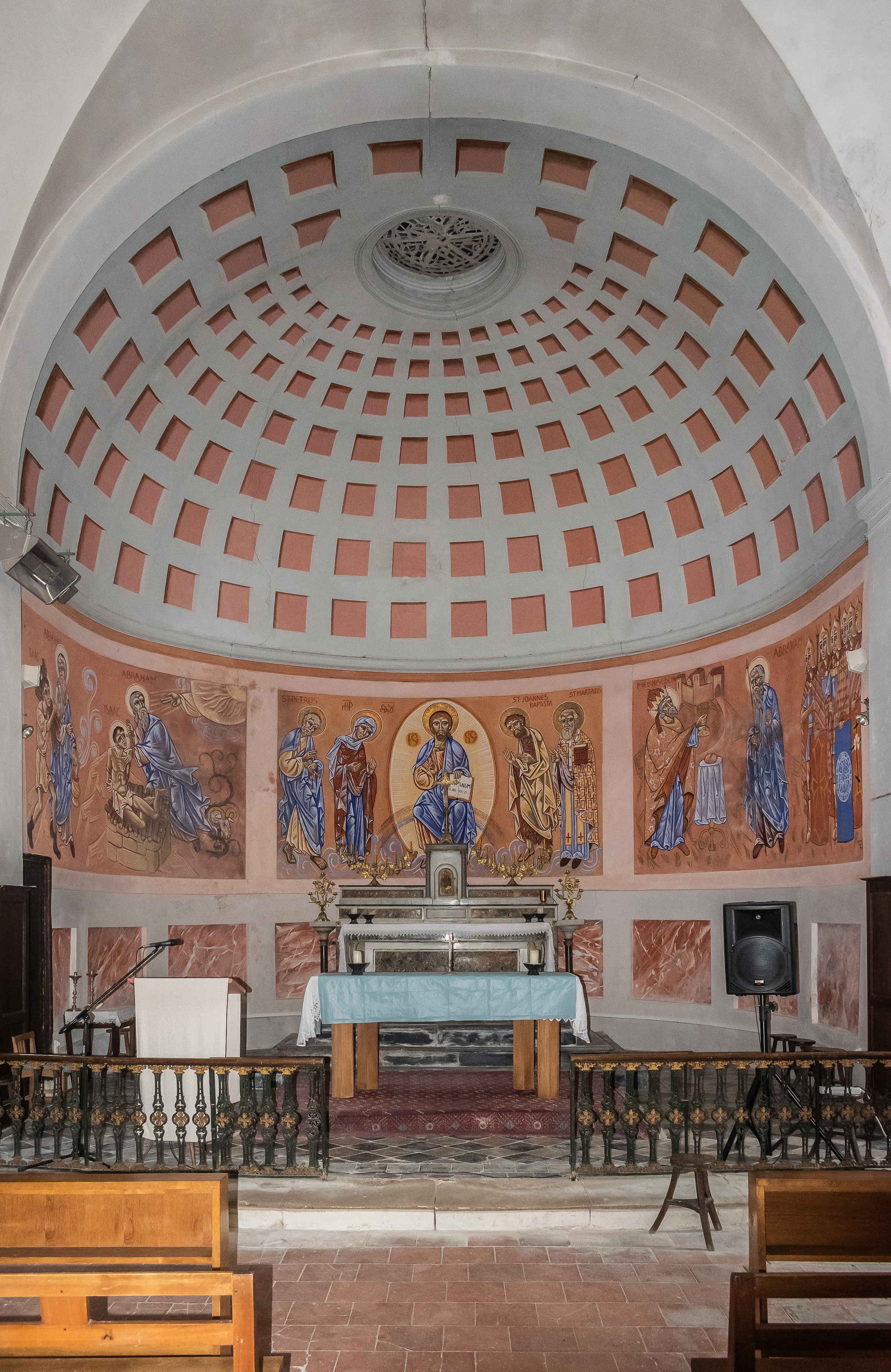
L'église Saint-Martin en Lagardiolle (2021)

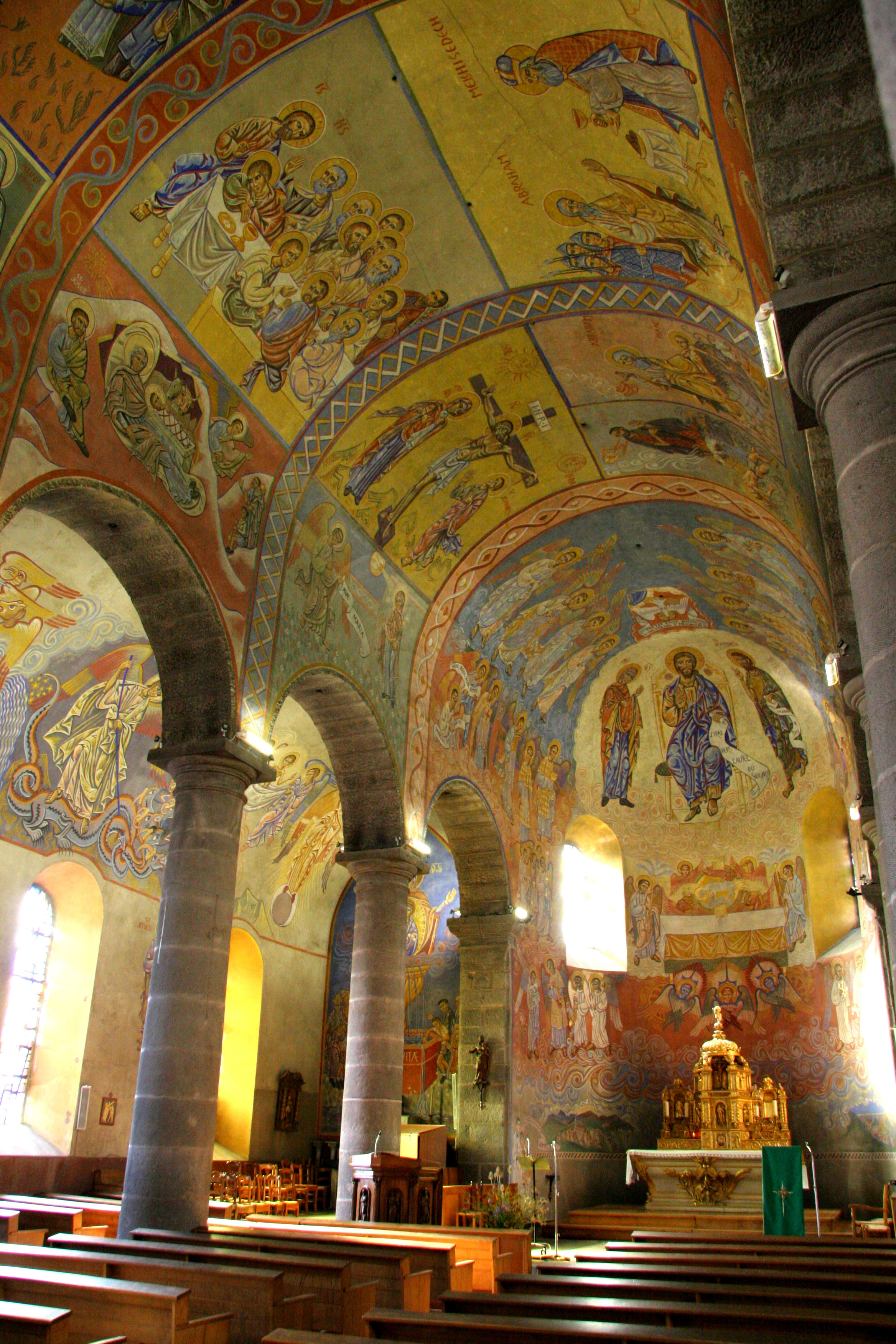
Les fresques de l'église Sainte-Anne de Châtel-Guyon ont été intégralement réalisées par Nicolas Greschny.

Liste des œuvres réalisées dans des chapelles, églises et autres bâtiments, classées ici par départements. Les quatre départements Haute-Garonne, Tarn, Aveyron et Hérault qui en comprennent un plus grand nombre sont présentés dans une section particulière.

### Aveyron
| Monument                                                | Ville                    | Année et commentaire |
| ------------------------------------------------------- | ------------------------ | --- |
| Oratoire contenant la châsse du saint Voile             | Coupiac                  | |
| Église Saint Pierre aux Liens de Cannac                 | Durenque                 | |
| Notre Dame de la Lauzière                               | Esplas (Rebourguil)      | |
| le chœur de l’église                                    | Gabriac                  | durant le ministère de M. l’abbé Mouly, curé de Gabriac. Les visages des petits anges représentent des enfants du village.   |
| Clercs de Saint Viateur - Chapelle                      | La Fouillade             | |
| Église Saint Martial - Chœur                            | Lagarde                  | |
| la crypte de la chapelle située sur la place du Foirail | Laguiole                 | |
| Couvent des Clarisses                                   | Millau                   | |
| église Saint-Julien                                     | Rodelle                  | dans le chœur et les fonts baptismaux.                                                                                       |
| salle paroissiale                                       | Rodelle                  | |
| Hall de la Mairie                                       | Roquefort sur Soulzon    | |
| Église Sainte Foi et Saint Romain                       | Saint-Rome-de-Cernon     | |
| Décoration entière de l’église de Saint-Victor          | Saint-Victor-et-Melvieu  | 1953 |
| la chapelle de l'ex-école Saint-Joseph                  | Salles-la-Source         | Chapelle détruite vers l'année 2000. Reste des panneaux (du Pantocrator) entreposés dans la sacristie de église Saint-Amans. |
| la chapelle de Treize-Pierres                           | Villefranche-de-Rouergue | 1952 |

### Haute-Garonne
| Monument                                                        | Ville                   | Année et commentaire                                        |
| --------------------------------------------------------------- | ----------------------- | ----------------------------------------------------------- |
| le baptistère de église Notre-Dame et de la buvette des thermes | Encausse-les-Thermes    | l’une des rares œuvres profanes de sa création, 1949        |
| Chapelle Notre-Dame d’Escalère                                  | Gouaux-de-Larboust      |                                                             |
| église Saint-Pierre                                             | Le Cuing                | réalisées en 1949.                                          |
| Chapelle Saint Aventin                                          | Les Granges d’Astau, Oô |                                                             |
| Maison particulière - Entrée                                    | Loudet                  |                                                             |
| la chapelle Notre-Dame-des-Sept-Douleurs (Calvaire)             | Miramont-de-Comminges   | en collaboration avec Pierre Saint-Paul, réalisées en 1949. |
| baptistère de église Saint-Martin                               | Miramont-de-Comminges   | réalisées en 1949.                                          |
| Chapelle Saint Jean C.D 633 - Chœur                             | Ponlat-Taillebourg      |                                                             |
| École de garçons - Entrée Église - Baptistère                   | Saint-Plancard          |                                                             |

### Hérault
| Monument                                 | Ville                   | Année et commentaire           |
| ---------------------------------------- | ----------------------- | ------------------------------ |
| Chapelle du centre Baldy                 | Agde                    |                                |
| Notre Dame de Consolation                | Béziers                 |                                |
| église Saint-Amans                       | Cazedarnes              | 1950 et 1959/1960              |
| église Saint-Léonce                      | Corneilhan              |                                |
| Église du Saint-Esprit - Triptyque peint | Montpellier             |                                |
| église Saint-Étienne                     | Pailhès                 |                                |
| Église Saint-Martin                      | Puimisson               |                                |
| église Saint-Didier                      | Saint-Drézéry           | 3 fresques, réalisées en 1975. |
| Église Saint-Jean                        | Saint-Jean-de-Minervois |                                |

### Tarn
| Monument                                                                  | Ville                           | Année et commentaire |  |
| ------------------------------------------------------------------------- | ------------------------------- | -------------------- |  |
| église Notre-Dame de l’Assomption                                         | Alban                           |                      |  |
| Archevêché - Chapelle Hôpital - Chapelle Maison particulière              | Albi                            |                      |  |
| Église Saint Louis                                                        | Blaye-les-Mines                 |                      |  |
| Église de Notre-Dame de l’Assomption                                      | Briatexte                       |                      |  |
| Église Notre Dame de l’Assomption                                         | Cadalen                         |                      |  |
| Église Sainte Barbe                                                       | Cagnac-les-Mines                |                      |  |
| Église Saint Thomas de Cantorbery                                         | Cahuzac-sur-Vère                |                      |  |
| Église Saint Jean                                                         | Camalières, Lacaze (Tarn)       |                      |  |
| Église Saint Privat                                                       | Carmaux                         |                      |  |
| Église Saint André                                                        | Castanet                        |                      |  |
| Église Saint-Jacques de Villegoudou dans la chapelle des fonts baptismaux | Castres                         | 1951                 |  |
| Chapelle Saint Louis                                                      | Espérausses, centre de Pratlong |                      |  |
| Chapelle Sainte Thérèse                                                   | Espérausses, centre de Pratlong |                      |  |
| église Saint-Hilaire                                                      | Fréjeville                      |                      |  |
| Église Notre Dame                                                         | Fonlabour près d’Albi           |                      |  |
| Église Notre Dame                                                         | Jonquières                      |                      |  |
| Église Notre Dame église Saint-Louis                                      | Lacabarède                      |                      |  |
| Église Notre-Dame de l’Assomption                                         | Lacaune                         |                      |  |
| Notre-Dame de l’Assomption                                                | Lacrouzette                     |                      |  |
| Salle paroissiale                                                         | Laparrouquial                   |                      |  |
| église Saint-Martin                                                       | Lagardiolle                     |                      |  |
| chœur de église Saint-Pierre                                              | Lescure-d'Albigeois             |                      |  |
| Église Saint Pierre aux Liens                                             | Le Ségur                        |                      |  |
| le baptistère de église Saint Pierre et Saint Paul                        | Le Verdier                      |                      |  |
| Église Notre Dame                                                         | Lintin                          |                      |  |
| Saint Gérard d’Admissards                                                 | Lisle-sur-Tarn                  |                      |  |
| Église Saint Pierre - Chœur                                               | Marsal                          |                      |  |
| Demeure du peintre - Chapelle, Chœur                                      | Marsal                          |                      |  |
| Restaurant “A la bonne Auberge” - Entrée                                  | Marsal                          |                      |  |
| Église Saint Orens                                                        | Marssac-sur-Tarn                |                      |  |
| Église Saint Eugène                                                       | Rosières                        |                      |  |
| Église                                                                    | Roussayrolles                   |                      |  |
| Église Saint Benoit                                                       | Saint-Benoit-de-Carmaux         |                      |  |
| Église du château - Sacristie                                             | Saint-Hippolyte-près-Monestiés  |                      |  |
| Collège Saint Jean ex-Petit Séminaire                                     | Saint-Sulpice                   |                      |  |
| Église Saint Urcisse                                                      | Saint-Urcisse                   |                      |  |
| Église Notre-Dame de l’Assomption                                         | Salvagnac                       |                      |  |
| Église Notre Dame                                                         | Vaour                           |                      |  |
| Quatre grands tableaux bibliques en l’église                              | Viane                           |                      |  |
| les Mystères du Rosaire, Notre Dame de la Gardelle                        | près Villeneuve-sur-Vère        |                      |  |

### Autres départements
| Monument                                           | Ville                    | Département       | Année et commentaire |
| -------------------------------------------------- | ------------------------ | ----------------- | --- |
| la chapelle de l'Institut Stanislas                | Cannes                   | Alpes-Maritimes   | 1954 |
| Église Saint Pierre et Saint Paul                  | Aston                    | Ariège            | |
| Chœur et fond de l’église                          | Aston                    | Ariège            | |
| église Sainte-Colombe                              | Les Issards              | Ariège            | |
| Église de la Sainte Face - Panneau arrière         | Sainte-Croix-Volvestre   | Ariège            | |
| Notre-Dame de L’Assomption                         | Limoux                   | Aude              | |
| École de la Tour Sainte                            | Marseille                | Bouches-du-Rhône  | |
| Église saint Victor - panneau peint                | Marseille                | Bouches-du-Rhône  | |
| Église                                             | Ytrac                    | Cantal            | |
| église Saint-Pierre                                | Saint-Pierre-d'Oléron    | Charente-Maritime | |
| la chapelle du village de vacances Les Buissonnets | Saint-Georges-de-Didonne | Charente-Maritime | ancienne colonie de vacances aveyronnaise. |
| église Saint-Jacques-le Majeur et Sainte Anne      | Auzances                 | Creuse            | |
| Église Saint Luperc                                | Eauze                    | Gers              | |
| Église Saint Pierre-Saint Paul                     | Crolles                  | Isère             | |
| Couvent des Lazaristes - Tribune                   | Dax                      | Landes            | |
| la chapelle de Notre-Dame-de-Pitié                 | Saint-Genest-Lerpt       | Loire             | |
| la chapelle du Sacré-Cœur                          | Chirac                   | Lozère            | |
| Église Sainte Anne                                 | Châtel-Guyon             | Puy-de-Dôme       | 800 m2 de fresques réalisées en 1956, par un hiver si froid que le mortier gelait… Il s’agit selon Greschny d’une de ses œuvres les plus réussies car il a pu s’y exprimer pleinement et librement. |
| Église Notre-Dame du Marthuret                     | Riom                     | Puy-de-Dôme       | Chemin de croix en lave émaillé réalisé par Jean Borel d'après des dessins de Greschny. |
| chœur de l'église Saint-Michel                     | Ferrère                  | Hautes-Pyrénées   | |
| le baptistère de église Saint-Philippe             | Mauléon-Barousse         | Hautes-Pyrénées   | |
| Église Saint Lazare                                | Le Mans                  | Sarthe            | |
| Église Sainte Thérèse                              | Bassens                  | Savoie            | |
| Église Saint Jean-Baptiste                         | Cranves-Sales            | Haute-Savoie      | |
| Institution Saint Théodard - Chapelle              | Montauban                | Tarn-et-Garonne   | |
| Église                                             | Ardus                    | Tarn-et-Garonne   | |
| Saint Pierre de Najac                              | Miramont-de-Quercy       | Tarn-et-Garonne   | |
| église Sainte-Jeanne-d'Arc                         | Limoges                  | Haute-Vienne      | le Credo |
| église Saint-Sauveur                               | Rochechouart             | Haute-Vienne      | |

### Vidéos
- [vidéo] Nicolas Greschny, les couleurs de la foi, de Vladimir  Kozlov, sur un scénario de Vladimir  Kozlov, de coproduction À ProPos / CFRT, 2012-2013 - [vidéo] « Disponible », sur YouTube
- [vidéo] Les Greschny (Youtube)
- [vidéo] Albi : Nicolaï Greschny des fresques aux icônes (Youtube)
- [vidéo] Fresques de Nicolas Greschny : Visite des églises de Le Cuing, Miramont de Comminges, les thermes et l'église d'Encausse les Thermes (dailymotion)